# ロム (スタートレック)
ロムは、SFテレビドラマ『スタートレック:ディープ・スペース・ナイン』に登場するフェレンギ人で、クワークの弟（演：マックス・グローデンチック、日本語版での声：第5シーズンまで田原アルノ、山崎たくみ、第6シーズンから田原アルノ、他）。

## 概要
クワークの弟でノーグの父親。クワークのバーでウェイターとして働き、いつか兄からバーの経営を任される日を待っている。
「がめつい」や「悪徳商人」のイメージが強いフェレンギ人にあって、心が優しく家族を大事にし、ノーグの良き父親で理解者であり、またクワークのことも非常に大事にするという異端的な性格をしている。一方どこか抜けており商売の才能もからっきしと、フェレンギの基準ではおちこぼれでもある。そのことで兄のクワークには時折どやされるが、クワークが見落としていた意外なところで抜け目の無さを発揮することもまれにあるなど、それなりに利発な面を備える。クワークから格安の予算でホロデッキやレプリケーターのメンテナンスを押しつけられていたこともあってか、技術者として相当な腕を持っている。後にその腕を活かし、宇宙艦隊と共同でディープ・スペース・ナイン(DS9)を管理するベイジョー軍の下級技術士官となり、マイルズ・オブライエンの部下となる。オブライエンの部下となって以降、食事に関する嗜好が大幅に地球人化し、「チーフスペシャル」と称する彼が勧めるメニューを朝食に採るようになる。
後述するように、過去に契約結婚して一児をもうけているが、すでに相手に逃げられ離婚している。下級技術士官になったあとにクワークのバーで働くベイジョー人のリータと再婚する。
ドミニオン戦争初期、ロムはベイジョー・ワームホールを封鎖するための自己複製する特殊な機雷を開発し、DS9がドミニオンに占領されたときはベイジョー軍所属という立場を活かしてキラ・ネリスのレジスタンスに協力するなど、彼はアルファ宇宙域を救うキーマンとなる。ドミニオン戦争終盤にはその優しい心が買われ、フェレンギ社会の統括者（経営者）であるゼクから、金銭的利益優先主義からの脱却に向かって歩み出した新フェレンギ社会の次期グランドネーガスに任命される。
2382年時点でもグランドネーガスの地位にあり、フェレンギナーでも女性が普通に衣服を着て歩いているようになっていたり、宇宙連邦に正式に加盟手続きを進めている等、引き続き開放的な社会の維持に努めている様子がうかがえた。

### DS9に来る前のロム
クワークが成人して家を出た後も、ロムは10年間フェレンギ母星のフェレンギナーにある実家で暮らす。その後子供がほしかったために、ノーグの母親となるフェレンギ人女性と5年契約で結婚したが、ロムはその女性に惚れ、契約延長した際に彼女の父親に騙され破産する。その後、妻はロムにノーグを押し付け、金持ちの男性に乗り換える。
フェレンギの社会では男尊女卑の傾向が強く、平たく言えば女性の人権はほとんど存在しない。にもかかわらず女性に手玉に取られるフェレンギ男性は、フェレンギ社会では批判される要素である。ただ彼ら兄弟の母親であるイシュカもフェレンギ全体から見ても類稀なる商才を備え、女性にして衣服を着る（そしてそれはフェレンギ社会では変態的な倒錯嗜好と見なされる）という特別な家庭に育っており、あるいは彼ら兄弟がともすればフェレンギの標準から外れているのも、こういった事情が絡むのかもしれない。
イシュカとクワークが仲違いした際には普段は頭のあがらない二人に対し大声で叱り飛ばすなど、家族を非常に大事にする傾向が強い。イシュカによれば同様に商売の才能のなかったが家族を大事にした父親に似ている（クワークはイシュカ似）。
並行世界のロムは反乱軍の一員である。すでにクワークは同盟軍に殺されているため、家族を大事にするその性格から復讐に燃え積極的に反乱に参加している。シスコによるジェニファー救出作戦の折に同盟軍に情報を売ろうと見せかけることで潜入し脱出の手引きをしようとするが、ガラックにより見破られ、拷問のあとに殺害される。
職業
- ウェイター
- ベイジョー軍下級士官、のちに一級整備機関士
- グランドネーガス

家族
- ノーグ（息子）
- クワーク（兄）
- イシュカ（母）
- リータ（後妻）
- プリナドーラ（前妻、離婚）